# Giraudia gyratoria
Giraudia gyratoria är en stekelart som först beskrevs av Carl Peter Thunberg 1822.  Giraudia gyratoria ingår i släktet Giraudia och familjen brokparasitsteklar. Arten är reproducerande i Sverige. Inga underarter finns listade i Catalogue of Life.